# Egelgöl (Misterhults socken, Småland, 636121-153714)
Egelgöl är en sjö i Oskarshamns kommun i Småland och ingår i Viråns huvudavrinningsområde.